# Stragari
Pour les articles homonymes, voir Stragari (homonymie).
Stragari (en serbe cyrillique : Страгари) est un village et une municipalité de Serbie situés dans le district de Šumadija. Stragari fait partie des cinq municipalités composant la Ville de Kragujevac. Au recensement de 2011, le village comptait 778 habitants.

## Géographie

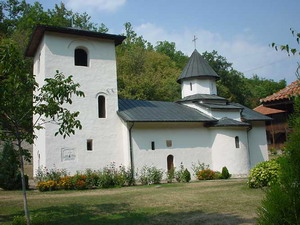
Le monastère de Voljavča, près de Stragari.

Stragari est situé à 30 km au nord-ouest de Kragujevac et à 120 km au sud de Belgrade, la capitale de la Serbie. La localité se trouve au confluent de la Srebrnica et de la Jasenica, sur les pentes nord-est des monts Rudnik, dont le point culminant est le mont Cvijićev vrh (1 132 m). L'un des pics les plus importants de la région est le mont Ramaćski vis qui s'élève à 813 m. La municipalité de Stragari abrite l'une des plus importantes mines d'amiante d'Europe.

## Climat
Le climat de Stragari de type continental, avec une température moyenne annuelle de 11,9 °C.

## Histoire
Stragari est mentionné pour la première dans un recensement turc en 1476. Elle a reçu le statut de « ville » en 1922.
En 1805, au cours de la première révolte serbe contre les Turcs, le premier gouvernement serbe s'est réuni au monastère de Voljavča (XIVe siècle) qui se trouve près de Stragari.

## Localités de la municipalité de Stragari

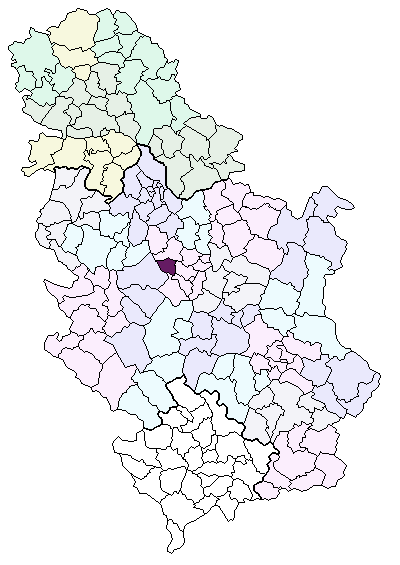
Localisation de la municipalité de Stragari en Serbie

La Municipalité de Stragari compte 11 localités :
- Veliki Šenj
- Vlakča
- Dobrača
- Kamenica
- Kotraža
- Ljubičevac
- Mala Vrbica
- Masloševo
- Ramaća
- Stragari
- Ugljarevac

Toutes les localités, y compris Stragari, sont officiellement classées parmi les « villages » (село/selo) de Serbie.

## Démographie

### Localité

#### Évolution historique de la population dans la localité
| 1948  | 1953  | 1961  | 1971  | 1981  | 1991  | 2002 | 2011 |
| ----- | ----- | ----- | ----- | ----- | ----- | ---- | ---- |
| 1 627 | 1 653 | 1 786 | 1 739 | 1 441 | 1 295 | 967  | 778  |

|  |

## Économie

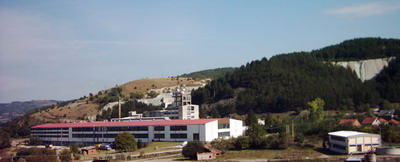
L'usine de papier Stragarit, à Stragari

La municipalité de Stragari est essentiellement rurale. On y pratique la culture des fruits et des légumes ; c'est également une zone d'élevage.
Outre la mine d'amiante, la plus importante entreprise de Stragari, qui porte le nom de Stragarit, fabrique des cartonnages et des produits isolants. Dans le village de Ljubičevac, sur les pentes du mont Rudnik, se trouve une usine d'embouteillage d'eau minérale Bistra.

### Tourisme
La région de Stragari offre des possibilités pour les activités de montagne (monts Rudnik). La chasse y est une activité de loisir privilégiée ; elle est encadrée par la société de chasse Srebrnica (en serbe : Lovačko udruženje Srebrnica), qui dispose de 13 188 ha ; on y rencontre par exemple le daim, le mouflon, le sanglier, le lapin, le faisan et la perdrix. La station thermale de Banja Voljavča est située sur le territoire de la municipalité.
Les amateurs d'histoire et de culture peuvent visiter les monastères orthodoxes serbes de Voljavča, de l'Annonciation et de Petkovica, tous trois situés à proximité de Stragari.